# La ragazza nella nebbia
La ragazza nella nebbia es una película de suspenso italiana de 2017 escrita y dirigida por Donato Carrisi, basada en su novela homónima. La película fue un éxito en la taquilla y se llevó el premio David di Donatello al mejor director de una ópera prima y los premios Globo d'oro a mejor director y mejor actor (Toni Servillo).

## Trama
En Avechot, un pequeño pueblo perdido en medio de los Alpes, desaparece una joven de dieciséis años. Para encargarse de la investigación llega el experto Vogel, famoso por crear una amplia cobertura mediática en torno a los casos de los que se ocupa. Al pueblo también llega la prensa, que se obsesiona con Loris Martini, un endeudado profesor de la escuela local, sobre quien recaen las principales sospechas.

## Reparto
- Toni Servillo como el inspector Vogel.
- Alessio Boni como el profesor Loris Martini.
- Lorenzo Richelmy como el agente Borghi.
- Galatea Ranzi como Stella Honer.
- Michela Cescon como el agente Maier.
- Jean Reno como el doctor Flores.
- Ekaterina Buscemi como Anna Lou.
- Antonio Gerardi como el abogado Giorgio Levi.
- Lucrezia Guidone como Clea.
- Daniela Piazza como Maria Kastner.
- Jacopo Olmo Antinori como Mattia.
- Marina Occhionero como Monica.
- Sabrina Martina como Priscilla.
- Greta Scacchi como Beatrice Leman.

## Producción
La película se filmó en Nova Levante (región de Trentino-Alto Adige).

## Premios
| Organización                     | Categoría                         | Ganadores y nominados | Resultado | Ref(s)      |
| -------------------------------- | --------------------------------- | --------------------- | --------- | ----------- |
| Premio David di Donatello (2018) | Mejor director de una ópera prima | Donato Carrisi        | Ganador   | [ 7 ] [ 3 ] |
| Premio David di Donatello (2018) | Mejor guion original              | Donato Carrisi        | Nominado  | [ 7 ] [ 3 ] |
| Premio David di Donatello (2018) | Mejor escenografía                | Tonino Zera           | Nominado  | [ 7 ] [ 3 ] |
| Premio David di Donatello (2018) | Mejor montaje                     | Massimo Quaglia       | Nominado  | [ 7 ] [ 3 ] |
| Globo d'oro (2018)               | Mejor guion                       | Donato Carrisi        | Ganador   | [ 4 ]       |
| Globo d'oro (2018)               | Mejor actor                       | Toni Servillo         | Ganador   | [ 4 ]       |
| Noir in Festival (2017)          | Premio Caligari                   | Premio Caligari       | Nominada  | [ 8 ]       |